# アビスガンダム
アビスガンダム (ABYSS GUNDAM) は、コズミック・イラ (C.E.) 年代を舞台とする「ガンダムSEEDシリーズ」のうち、テレビアニメ第2作として2004年 - 2005年に放送された『機動戦士ガンダムSEED DESTINY』を初出とする架空の兵器。「ガンダムシリーズ」で普及している人型ロボット兵器「モビルスーツ」 (MS)の1機で、作中の国家勢力のひとつであるプラントの軍事組織ザフトが開発した試作機群「セカンドステージシリーズ」に属する。両肩のシールドを被った潜水艇に変形する水陸両用型可変MSで、火力においてもセカンドステージ中随一を誇る。劇中冒頭で、敵側である地球連合軍特殊部隊の「ファントムペイン」に強奪され、「エクステンデッド」と呼ばれる強化人間のひとりアウル・ニーダの搭乗機となる。
「アビス」は「英語」で「深淵」を意味する。公式ウェブサイトや各種メディア記事、関連商品では設定名称の「アビスガンダム」と表記されるが、作中ではほかの同型機とともに固有名の「アビス」のみが正式名となる。
メカニックデザインは大河原邦男が担当した。

## 設定解説
ユニウス条約締結後に、フリーダムやジャスティスといったファーストステージシリーズの基本性能を受け継いで開発された5機のザフト製試作型MS群「セカンドステージシリーズ」の1機。シリーズの共通要素であるヴァリアブルフェイズシフト装甲（VPS装甲）やバッテリーへのパワーエクステンダー導入、さらには外部電源供給方式であるデュートリオンビーム送電システム（DBシステム）によって、戦闘継続時間の延長が可能である。
型式番号「3」の「水中戦タイプ」が意味する通り、本機はフォビドゥンブルーなど地球連合製水中戦用MSの対抗兵器として開発され、潜水艇型MAへの変形機構を有する。変形後は、水流抵抗の抑制とともに機体のVPS装甲も耐水圧に適した設定値となり、対艦戦闘で効果を発揮する。さらに、グーンやゾノといった既存のザフト製水陸機にはない宇宙戦闘能力も有しており、各種の火器を生かした高水準の砲撃機としても機能する。これらの重武装を支えるべく5機のセカンドステージ中最大のパワーを発揮し、水陸両用機ゆえの陸戦能力の低下は克服されている。

### 武装
MMI-GAU1717 12.5mmCIWS、MMI-GAU25A 20mmCIWS
ほとんどのセカンドステージに共通して採用されている、高速射型の近接防御火器システム。本機では額中央にGAU-1717、胸部左右に2門のGAU25Aが内蔵されている。
MGX-2235 カリドゥス複相ビーム砲
胸部内蔵式の大口径大出力ビーム砲。地球連合側のイージスやカラミティに搭載された「スキュラ」」に類似し、地上・宇宙を問わず使用可能な本機最強の武装である。
MMI-TT101Mk9 高速誘導魚雷
両肩シールドに計4門内蔵された魚雷発射管で、グーン用装備の発展型。自動追尾機能を備えた回転射出式魚雷を装填し、水中活動時の主兵装となる。
M68 連装砲
両肩シールド先端に計4門装備される実弾砲。強力な炸裂式砲弾を装填しており、対MS・対艦戦で威力を発揮する。水中でも使用可能であるが、変形機構の都合上、MA形態時は後方射撃専門となる。
MA-X223E 3連装ビーム砲
両肩シールド裏面に内蔵されたビーム砲。やや小口径ながらも高い速射性と広い攻撃範囲を有し、拠点攻撃などではほかの火器とともに圧巻の一撃を加える。
M107 バラエーナ改2連装ビーム砲
背部の可動式連装砲塔。フリーダムの「M100」をDBシステム対応に改修した装備で、従来よりも威力が強化されている。ビームの減衰を起こすゆえに水中では使用不能である一方、水上戦や浅水域からの対空攻撃に威力を発揮する。MA形態時の主力兵器であるが、射角に難があるもののMS形態でも使用可能。
MX-RQB516 ビームランス
ビーム刃の水中での減衰も考慮した実体刃や石突きを複合させた槍状装備。柄で敵のビームサーベル系武装を防御することも可能。MA形態時は、突撃用の衝角として機体底面に懸架される。本来は、砲撃の間合いを取ることを目的とした装備であるが、パイロットのアウル自身の性格もあって多用され、格闘戦での驚異的な勝率に貢献する。
両肩部シールド
外装にVPS装甲と対ビームコーティングが施されており、MA形態時に頭部を覆うように左右を密着させることで、水流抵抗減免のためのフェアリングとなる。なお、このシールドはあくまでも本機のパーツの一部という位置付けで、装備としての固有名称はない。

### 劇中での活躍
ザフトの軍事工廠コロニー「アーモリーワン」を襲撃した地球連合軍の第81独立機動群「ファントムペイン」によってカオス、ガイアとともに強奪され、作戦に参加したエクステンデッド兵であるアウル・ニーダの乗機となる。本来の母艦であり、機体の奪還・または破壊命令を受けたザフト新型艦ミネルバと宇宙・地球上に渡る戦闘を何度も繰り広げ、地球降下後は得意の水中戦で多数のザフト潜水艦やMSを撃破する。
ダーダネルス海峡の戦闘では損傷したミネルバを狙うが、、介入してきたフリーダムに推進器を破壊され、戦線を離脱。クレタ島沖の戦闘では、水上に出た瞬間に放った3連装ビーム砲でシン・アスカ駆るブラストインパルスを撃破したと確信した隙を突かれ、ブラストシルエットを犠牲に回避していたインパルスのビームジャベリン投擲でコックピットを貫かれ撃破される。
公式外伝の『機動戦士ガンダムSEED DESTINY ASTRAY』では、アーモリーワンでの運用試験からファントムペインに襲撃されるまでのエピソードが描かれ、この時点ではザフトレッドのマーレ・ストロードがテストパイロットを務める。